# The King's Man
The King's Man és una pel·lícula d'espies d'època dirigida per Matthew Vaughn, que n'escriguí el guió amb Karl Gajsusek. La pel·lícula és una preqüela i la tercera pel·lícula de la sèrie Kingsman, que està lleugerament basada en el còmic The Secret Service, de Dave Gibbons i Mark Millar publicat per Marvel.
El repartiment el formen Ralph Fiennes, Gemma Arterton, Rhys Ifans, Matthew Goode, Tom Hollander, Harris Dickinson, Daniel Brühl, Djimon Hounsou i Charles Dance.
The King's Man estava previst que s'estrenés el 16 de setembre al Regne Unit, el 18 de setembre als Estats Units i a Catalunya. Es va posposar la data d'estrena al 12 de febrer de 2021.

## Premissa
| «                   | Mentre tot un seguit dels pitjors tirans i ments criminals de la història es reuneixen per organitzar una guerra per a matar a milions, un home i el seu protegit s'han d'afanyar per aturar-los. | » |
| — 20th Century Fox, | |   |

## Repartiment
- Ralph Fiennes com a duc d'Oxford
- Gemma Arterton com a Polly
- Rhys Ifans com a Grigori Rasputin
- Matthew Goode com a capità Morton / The Shepherd
- Tom Hollander com a Jordi V, Guillem II i Nicolau II
- Harris Dickinson com a Conrad
- Daniel Brühl com a Erik Jan Hanussen
- Djimon Hounsou com a Shola
- Charles Dance com a Herbert Kitchener
- Aaron Taylor-Johnson com a Lee Unwin
- Neil Jackson
- Stanley Tucci
- Joel Basman
- Alison Steadman
- Robert Aramayo
- Alexandra Maria Lara

## Producció

### Càsting
El setembre de 2018, es va anunciar que Ralph Fiennes i Harris Dickinson protagonitzarien la preqüela. El novembre de 2018, s'hi van afegir Daniel Brühl, Charles Dance, Rhys Ifans i Matthew Goode.
El febrer de 2019 es van afegir al repartiment Aaron Taylor-Johnson, Gemma Arterton, Tom Hollander, Djimon Hounsou, Alison Steadman, Stanley Tucci, Robert Aramayo i Neil Jackson. L'abril de 2019 es va comunicar que també apareixeria Alexandra Maria Lara i el maig, Joel Basman. Aquell mateix mes, mentre el rodatge s'acabava, Vaughn va negar que Liam Neeson s'hagués unit a la pel·lícula. Vaughn també va dir que The Great Game era un títol de treball i que tindria un altre nom.

### Rodatge
La fotografia principal va començar el 22 de gener de 2019 al Regne Unit. L'abril de 2019 es van rodar algunes escenes a Torí i a Venaria Reale (Itàlia), que representava Iugoslàvia. El cinematògraf inicial Ben Davis va abandonar el projecte durant els nous rodatges a causa dels seus compromisos amb The Eternals.

## Estrena
La pel·lícula s'havia d'estrenar en principi el 15 de novembre de 2019 però se'n va posposar la data al 14 de febrer de 2020 i després al 18 de setembre de 2020.